# 血瀑布

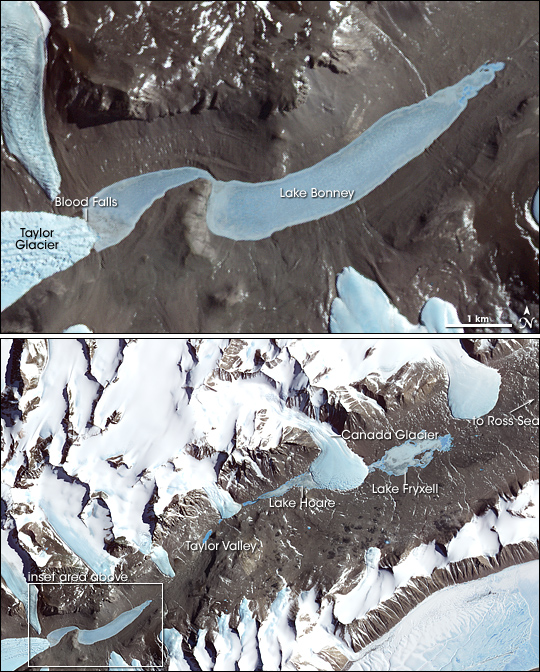
地区卫星图片

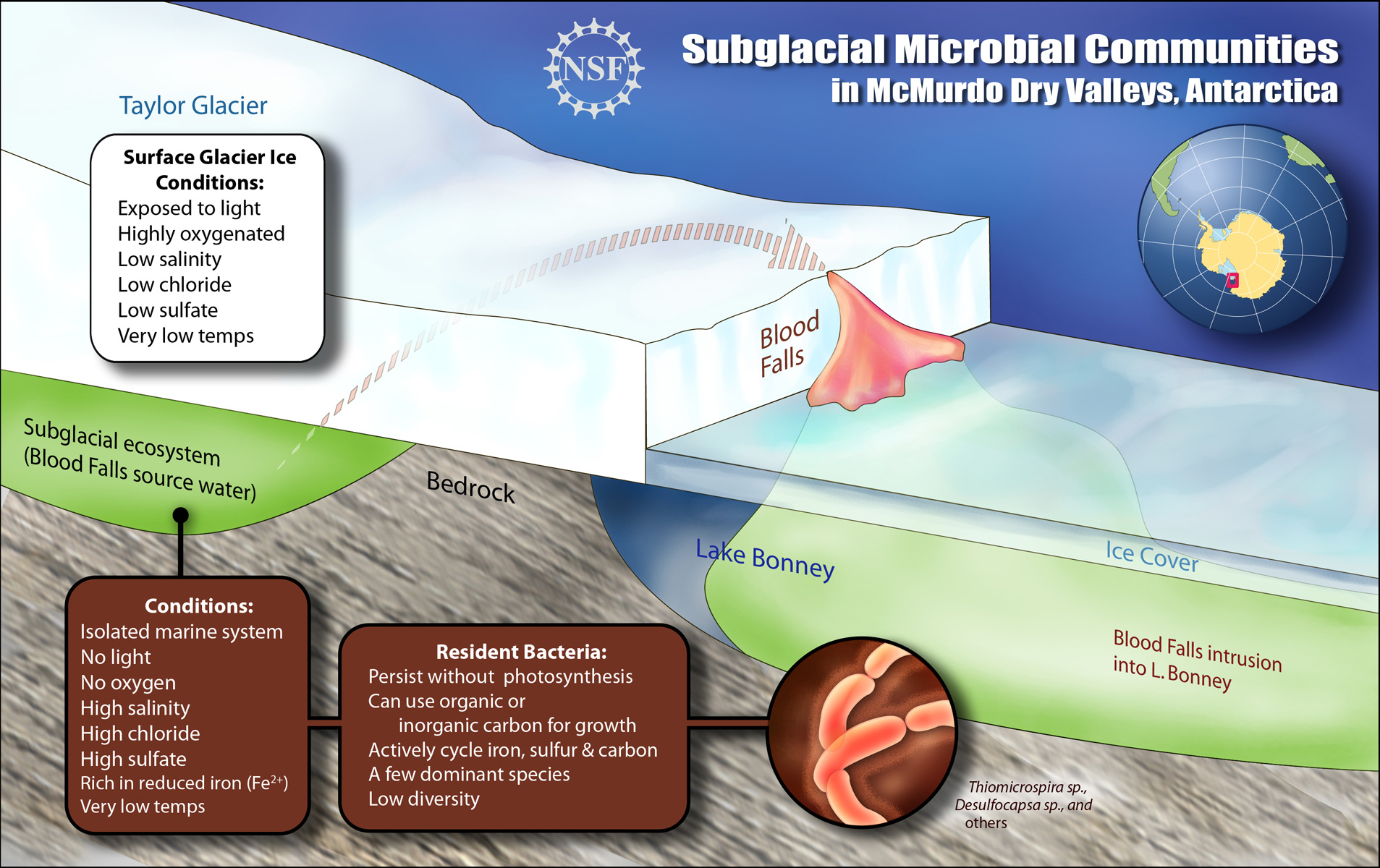

血瀑布（英語：Blood Falls）位于南极大陆维多利亚地泰勒谷中，因水中富含铁氧化物，使得水成为深红色，故得名“血瀑布”。
泰勒谷属于麦克默多干燥谷的一部分，泰勒冰川位于山谷的西端，血瀑布的水来自冰川下约400米的一个冰封的高盐分湖泊，湖水富含硫、铁的化合物。这些富含铁的湖水从冰川裂缝流出，铁遇空气中的氧气被迅速氧化，便形成了这一奇观。
血瀑布于1911年由澳大利亚地质学家托馬斯·格里菲斯·泰勒最先发现，当时认为导致水呈红色的原因是水中存在红藻。后来发现为含有铁氧化物。